# Bolbec Castle

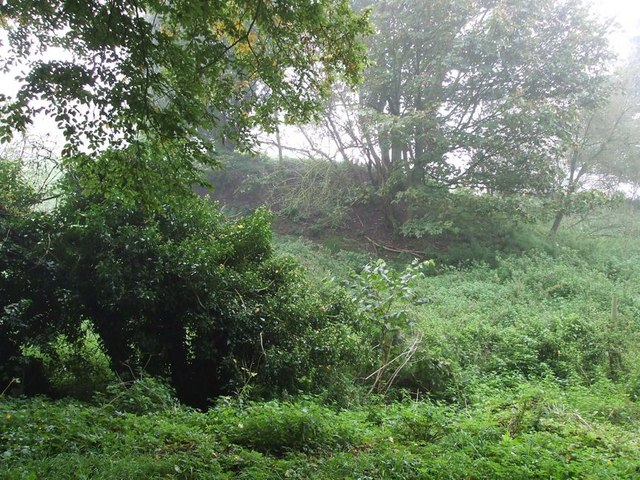
Motte des Bolbec Castle

Bolbec Castle oder Bolebec Castle ist eine abgegangene Burg im Dorf Whitchurch in der englischen Grafschaft Buckinghamshire.

## Geschichte
Hugh II. de Bolbec, Lord of Whitchurch, ließ die Motte 1147, während der Anarchie, illegal errichten. Das Gebäude wurde von Papst Eugen III. kritisiert.
Es soll einen gemauerten Donjon und eine Motte auf einem natürlichen Hügel, der bereits leicht zu verteidigen war, gehabt haben. Die dreieckige Vorburg ist heute durch die Castle Lane von der Motte getrennt.
Oliver Cromwell war für die Zerstörung der Burg im englischen Bürgerkrieg (1642–1651) verantwortlich.
Die bis heute erhaltenen Erdwerke sind als Scheduled Monument geschützt.